# Skällsjön (Ytterlännäs socken, Ångermanland)
Skällsjön är en sjö i Kramfors kommun i Ångermanland och ingår i Ångermanälven-Gådeåns kustområde. Sjön har en area på 0,138 kvadratkilometer och ligger 116,5 meter över havet.

## Delavrinningsområde
Skällsjön ingår i det delavrinningsområde (698534-159144) som SMHI kallar för Mynnar i Bodån. Medelhöjden är 139 meter över havet och ytan är 3,35 kvadratkilometer. Det finns inga avrinningsområden uppströms utan avrinningsområdet är högsta punkten. Vattendraget som avvattnar avrinningsområdet har biflödesordning 3, vilket innebär att vattnet flödar genom totalt 3 vattendrag innan det når havet efter 11 kilometer. Avrinningsområdet består mestadels av skog (95 procent). Avrinningsområdet har 0,14 kvadratkilometer vattenytor vilket ger det en sjöprocent på 4,1 procent.